# Tetrameles nudiflora
Tetrameles nudiflora R. Br., 1838 è un albero appartenente alla famiglia Tetramelaceae. È l'unica specie del genere Tetrameles.

## Distribuzione e habitat
L'areale di questa specie si estende dal subcontinente indiano attraverso il sudest asiatico sino alla Nuova Guinea e all'Australia orientale (Queensland).